# Epiactis japoniea
Epiactis japoniea is een zeeanemonensoort uit de familie Actiniidae.
Epiactis japoniea is voor het eerst wetenschappelijk beschreven door Verrill in 1869.